# Посёлки Японии
Посёлки или небольшие города (яп. 町 тё:, мати) — административные единицы Японии муниципального уровня. Статус посёлка (небольшого города) ниже статуса крупного города (яп. 市 си), но выше, чем статус села (деревни) (яп. 村 сон, мура).

## Название
Японские населённые пункты подразделяются на 3 типа: 市 си, 町 мати и 村 мура. Так как в Японии и России деление населённых пунктов на типы сформировалось независимо друг от друга и отличается по характеристикам, какими они должны обладать для отнесения их к тому или иному типу, они соотносятся друг с другом неоднозначно. 町 мати в большинстве словарей переводится на русский язык как «город» или «небольшой город». Также существует определение понятия 町 мати как «посёлок». В дальнейшем 町 мати в статье будут именоваться посёлками, в соответствии с названием статьи.

## Общая информация
Права посёлка определяются параграфом 2 статьи 8 «Закона Японии о местном самоуправлении».
Посёлки являются составляющими уездов префектуры, в которых они находятся. Они не имеют собственных отдельных советов, но могут выбирать общепрефектурный совет всех сёл и посёлков префектуры. Посёлки Японии возглавляются мэрами (яп. 町長 тё:тё:).
8 марта 2010 года количество крупных городов впервые превысило количество посёлков Японии — 784 и 783 соответственно.
По состоянию на 22 января 2022 года в Японии находится 743 посёлка.

## История
25 апреля 1888 года были обнародованы и 1 апреля 1889 года вступили в силу законы, устанавливающие систему и базовую структуру городов, посёлков и сёл. В 1947 году был принят новый закон о местном самоуправлении, действующий и в настоящее время.

## Критерии
Факторами отнесения населённого пункта к посёлку являются количество населения, наличие определённых учреждений, соотношение трудоспособного населения по отраслям, взаиморасположение домов и прочих строений и так далее. Требования устанавливаются постановлением префектуры, поэтому в разных префектурах отличаются.

### Население
Население посёлков, как правило, составляет от 1 до 50 тысяч человек (740 посёлков из 743). Для сравнения, население крупного города, как правило, более 20 тысяч человек (764 из 792), чаще всего более 50 тысяч человек (489 из 792), а население села, как правило, ниже 10 тысяч человек (172 из 183). Хоть население и является важным фактором определения, к какому типу относится населённый пункт, но не единственным, поэтому существуют сёла с бо́льшим населением, чем посёлки, и посёлки с бо́льшим населением, чем крупные города.
Чтобы село стало посёлком, необходимо, чтобы село соответствовало требованиям, предусмотренным постановлением префектуры. В зависимости от префектуры требование минимального количества населения варьирует от 3 до 15 тысяч человек, в большинстве префектур составляет 5 или 8 тысяч человек.
Если количество жителей посёлка достигает 50 тысяч человек, ему может быть придан статус крупного города. В некоторых случаях для этого достаточно населения в 30 тысяч человек.

### Занятость населения по отраслям
В зависимости от префектуры, более 30—60 % от общей численности населения посёлка должно быть занято в торговле, промышленности и других городских сферах деятельности, либо быть членами тех же домохозяйств, что и эти лица (например, в префектуре Фукуи минимальное требование — 30 %, а в префектурах Токио или Ниигата — 60 %). Если посёлок соответствует требованиям по количеству населения, чтобы он стал крупным городом также необходимо, чтобы более 60 % всего населения было занято в торговле, промышленности и других городских отраслях.

### Наличие учреждений, взаиморасположение домов и прочих строений
В посёлке должны предоставляться средства транспорта и связи, а также объекты гражданского строительства, здравоохранения и гигиены, безопасности, образования и культуры. В зависимости от префектуры, необходимо, чтобы более 40—60 % всех квартир находилось в центральной части посёлка (на городской территории).
Для того чтобы посёлок стал городом, также необходимо, чтобы более 60 % всех квартир находилось в центральной части населённого пункта, а также должны иметься городские удобства и другие учреждения, предусмотренные постановлением соответствующей префектуры.